# Puig de la Canal Freda
El Puig de la Canal Freda és una muntanya de 2.331 metres que es troba entre els municipis de Bagà, a la comarca del Berguedà i d'Urús, a la comarca de la Cerdanya.